# 結婚できない司会者と嫁いる芸人たち
- 結婚できないMCと嫁いる芸人たち

『結婚できない司会者と嫁いる芸人たち』（けっこんできないしかいしゃとよめいるげいにんたち）はテレビ朝日と朝日放送テレビの共同制作・テレビ朝日系列で2012年から2014年まで特別番組にて放送されていたバラエティ番組である。
司会は千原ジュニア（千原兄弟）と田村淳（ロンドンブーツ1号2号）で、結婚とは縁遠いジュニアと淳が、妻帯者の「嫁いる芸人」や既に離婚してしまった「嫁いた芸人」と結婚にまつわるトークを繰り広げ、結婚生活の魅力・苦労について徹底的に掘り下げる番組。しかしながら、司会の淳が2013年9月に結婚した影響からリニューアルを余儀なくされ、2014年は『ジュニアと田村淳のラブ婚&ダメ婚スペシャル!!』（ジュニアとたむらあつしのラブこんアンドダメこんスペシャル）に改題して放送された。
当初は単独の特別番組であったが、のちに『ロンドンハーツ』との合体スペシャル枠として放送されるようになっていった。

## 出演者

### MC
- 千原ジュニア（千原兄弟）
- 田村淳（ロンドンブーツ1号2号）

### アシスタント
- 前田有紀 （当時テレビ朝日アナウンサー）
- 森葉子 （テレビ朝日アナウンサー）
- 竹内由恵 （当時テレビ朝日アナウンサー）

## 放送リスト
結婚できない司会者と嫁いる芸人たち
| 放送日         | 嫁いる芸人 | 嫁いた芸人with嫁だったモデル                                                                                | 備考                                                      |
| -------------- | --- | --- | --------------------------------------------------------- |
| 2012年9月21日  | 東貴博、COWCOW、勝俣州和、狩野英孝、カンニング竹山、河本準一（次長課長）、児嶋一哉（アンジャッシュ）、小籔千豊、水道橋博士（浅草キッド）、鈴木拓（ドランクドラゴン）、千鳥、出川哲朗、ナイツ、中川家、中山秀征、原口あきまさ、原西孝幸（FUJIWARA）、ヒデ（ペナルティ）、森本英樹（ニブンノゴ!）                            | 井戸田潤（スピードワゴン）、バッファロー吾郎A（バッファロー吾郎）、松田大輔（東京ダイナマイト）             | [ 1 ] [ 2 ]                                               |
| 2012年11月25日 | 東貴博、狩野英孝、カンニング竹山、パンクブーブー、品川庄司、サンドウィッチマン、土田晃之、ツネ（2700）、出川哲朗、中山秀征、藤本敏史（FUJIWARA）、真栄田賢（スリムクラブ） | 角田晃広（東京03）、バッファロー吾郎A（バッファロー吾郎）、松田大輔（東京ダイナマイト）                     | [ 4 ]                                                     |
| 2013年4月9日   | 東貴博、有野晋哉（よゐこ）、勝俣州和、児嶋一哉（アンジャッシュ）、後藤淳平（ジャルジャル）、品川庄司、鈴木Q太郎（ハイキングウォーキング）、千鳥、出川哲朗、藤本敏史（FUJIWARA）、村上純（しずる）、ムーディ勝山、礼二（中川家）、                                                                                          | 井戸田潤（スピードワゴン）、バッファロー吾郎A（バッファロー吾郎）、松田大輔（東京ダイナマイト）             | [ 5 ]                                                     |
| 2013年7月9日   | 東貴博、狩野英孝、カンニング竹山、西田幸治（笑い飯）、鈴木Q太郎（ハイキングウォーキング）、土屋伸之（ナイツ）、中川礼二（中川家）、平子祐希（アルコ&ピース）、出川哲朗、勝俣州和、藤本敏史（FUJIWARA）、中山秀征 | 井戸田潤（スピードワゴン）、バッファロー吾郎A（バッファロー吾郎）、松田大輔（東京ダイナマイト）             | 『ロンドンハーツ』合体3時間SPの前半パートとして行われた。 |
| 2013年10月10日 | 中山秀征、出川哲朗、上島竜兵（ダチョウ倶楽部）、藤本敏史（FUJIWARA）、品川庄司、中川礼二（中川家）、飯尾和樹（ずん）、土屋伸之（ナイツ）、千鳥、狩野英孝、カンニング竹山、浜谷健司（ハマカーン）、ノッチ（デンジャラス）、伊達みきお（サンドウィッチマン）、鈴木Q太郎（ハイキングウォーキング）、平子祐希（アルコ&ピース） | 井戸田潤（スピードワゴン）、バッファロー吾郎A（バッファロー吾郎）、松田大輔（東京ダイナマイト）、益若つばさ | [ 7 ]                                                     |

ラブ婚&ダメ婚スペシャル
| 放送日        | ラブ婚ゲスト | ダメ婚ゲスト | 備考                                                 |
| ------------- | --- | --- | ---------------------------------------------------- |
| 2014年1月14日 | 東貴博、石田純一、狩野英孝、カンニング竹山、品川祐（品川庄司）、土屋伸之（ナイツ）、出川哲朗、中山秀征、浜谷健司（ハマカーン）、藤本敏史（FUJIWARA） | 青木さやか、いしだ壱成、井戸田潤（スピードワゴン）、川崎麻世、坂上忍、バッファロー吾郎A（バッファロー吾郎）、松田大輔（東京ダイナマイト） | 『ロンドンハーツ』合体SPの前半パートとして行われた。 |
| 2014年3月18日 | あべこうじ、石田純一、梶原雄太（キングコング）、狩野英孝、品川庄司、出川哲朗、中山秀征、原口あきまさ、藤本敏史（FUJIWARA）                           | 青木さやか、いしだ壱成、井戸田潤（スピードワゴン）、川崎麻世、坂上忍、バッファロー吾郎A（バッファロー吾郎）、松田大輔（東京ダイナマイト） | 『ロンドンハーツ』合体SPの前半パートとして行われた。 |

## スタッフ
- ナレーター：小野寺一歩
- 構成：高須光聖、そーたに、興津豪乃
- カメラ：辻稔
- VE：小松淳（ラブ婚&ダメ婚第2回）
- 音声：高橋英史（ラブ婚&ダメ婚第2回）
- 照明：鈴木敏也（第1回、ラブ婚&ダメ婚第2回）
- 美術：小山晃弘
- デザイン：前田香織
- 美術進行：入江大介
- 大道具：小宮将太
- 電飾：塚原聡
- アクリル装飾：古川明音
- スタイリスト：鬼塚美代子
- 編集：竹内敏雅（第4回、ラブ婚&ダメ婚第2回）
- MA：近藤宏紀（ラブ婚&ダメ婚第2回）
- 音効：栗田勇児
- TK：村田理実
- デスク：中川千波（第4回、ラブ婚&ダメ婚第2回）
- CG：パークグラフィックス
- タイトル：リトルベア
- 宣伝：望野智美（テレビ朝日）、高橋寿英（朝日放送テレビ、ラブ婚&ダメ婚第2回）
- 編成：石田菜穂子（テレビ朝日）、園部充（朝日放送テレビ、第4回、ラブ婚&ダメ婚第2回）
- 協力：tv asahi create、テイクシステムズ（テイク→第4回、ラブ婚&ダメ婚第2回）、SWISH JAPAN、IMAGICA、KYORITZ、東京オフラインセンター
- ディレクター：北村要、山本紗智子、橋本伸行（北村・橋本→第4回、ラブ婚&ダメ婚第2回）
- プロデューサー：井口毅・近藤真広（朝日放送テレビ）、三浦雅登、太田兼仁（三浦・太田→第4回、ラブ婚&ダメ婚第2回、近藤→ラブ婚&ダメ婚第2回）
- 演出：藤城剛（テレビ朝日、ラブ婚&ダメ婚第2回以外はプロデューサー兼務）
- 総合演出・ゼネラルプロデューサー：加地倫三（テレビ朝日）
- 制作著作：テレビ朝日、朝日放送テレビ

過去のスタッフ
- TD：平野友章（第4回）
- VE：武藤康広（第1回）、山田由香（第4回）
- 音声：目野智子（第1回）、猪俣晃（第4回）
- 照明：驛伸之（第4回）
- 編集：伊藤英二
- MA：松田直起
- スタイリスト：渡辺浩司
- 編成：寺田伸也（テレビ朝日）、吉川知仁・石橋義史（朝日放送テレビ）
- 宣伝：岸本拓磨（朝日放送テレビ）
- ディレクター：杉山桂一、芝聡（朝日放送テレビ）
- プロデューサー：竹山知子